# 大突間島
大突間島（おおづくまじま）は、瀬戸内海のほぼ中央、来島海峡の北東口に位置する小島。無人島。愛媛県今治市に属する。

## 概要
来島海峡の北東口、大島と津島との間に位置する、面積0.2km2、周囲約1kmの小島で、瀬戸内海国立公園の区域に含まれる。
島名は、大きな渦が巻く島を意味する。
縄文時代、弥生時代の土器片が出土したほか、山頂には古墳2基が存在したが、後に架線工事がおこなわれた関係で現存しない。中世には村上水軍の砦が築かれていた。

## 交通
定期航路等はない。1999年に瀬戸内しまなみ海道が開通するまでは本島の沖合いを今治港と三原港とを結ぶフェリー等が航行していた。